# Miguel Canto
Miguel Canto est un boxeur mexicain né le 30 janvier 1948 à Merida dans le Yucatan.

## Carrière
Passé professionnel en 1969, il devient champion du monde des poids mouches WBC le 8 janvier 1975 en battant aux points Shoji Oguma puis défend 14 fois sa ceinture avant de s'incliner aux points face à Park Chan-hee le 18 mars 1979. Canto met un terme à sa carrière en 1989 sur un bilan de 61 victoires, 9 défaites et 4 matchs nuls.

## Distinction
- Miguel Canto est membre de l'International Boxing Hall of Fame depuis 1998[1].

## Référence
1. ↑  (en) « Miguel Canto », sur www.ibhof.com (consulté le 29 novembre 2011).